# Ankaraspor

Vereinswappen welches bis zur Namensänderung in Osmanlıspor FK zum Saisonstart 2014/15 verwendet wurde

Ankara Spor Kulübü, kurz Ankaraspor (bis September 2020 noch Osmanlıspor FK)  ist ein türkischer Sportverein. Er wurde im Jahre 1978 in Ankara gegründet und war lange Zeit der Betriebssportverein der Stadtverwaltung Ankaras. Seine Heimspiele bestreitet der Klub im Osmanlı Stadı, das eine Kapazität von 18.029 Zuschauern hat. Der Verein hat zurzeit 96.000 Mitglieder.

## Geschichte

### Namensänderung
Als Ankara Belediyespor wurde der Verein 1978 gegründet. Nach sechs Jahren hieß er Ankara Büyükşehir Belediyespor. 1998 gab es einen erneuten Namenswechsel, dieses Mal lautete der Name Büyükşehir Belediye Ankaraspor, und seit 2005 tritt der Verein als Ankaraspor auf. Mit dem letzten Namenswechsel ging eine Konzentration auf den Fußball einher. Die bisherigen Abteilungen Badminton, Basketball, Boxen, Eishockey, Gewichtheben, Handball, Judo, Rudern, Taekwondo, Tennis und Tischtennis wurden in einen Verein ausgegliedert, der den alten Namen Büyükşehir Belediye Ankaraspor Kulübü fortführt.

### Zwangsabstieg in die 2. Liga
Ankaraspor musste 2009 aufgrund einer Strafe des türkischen Fußballverbands (TFF) in die Bank Asya 1. Lig, die zweite türkische Liga, absteigen, da man gegen einige Verbandsregeln verstoßen hatte. Vor Beginn der Spielzeit 2009/10 wollte Ankaraspor mit dem Stadtrivalen MKE Ankaragücü eine Fusion eingehen; diese wurde vom türkischen Fußballverband mit einer Eilentscheidung verhindert. In der Folge wurde der bisherige Sportchef von Ankaraspor und Sohn von Oberbürgermeister Melih Gökçek, Ahmet Gökçek, zum Präsidenten von MKE Ankaragücü gewählt und fünf Spieler wechselten in kurzer Zeit zu MKE Ankaragücü. Zur Vermeidung einer Wettbewerbsverzerrung zwischen den beiden Klubs entschied der Verband, Ankaraspor für die Saison 2009/10 auszuschließen. Die Lizenz des Vereins wurde am 4. August 2010 durch den türkischen Fußballverband (TFF) entzogen. Somit konnte der Verein keine sportlichen Aktivitäten mehr betreiben. Alle verbliebenen Spiele wurden mit einer 0:3-Niederlage gewertet.

### Wiederaufnahme des Ligabetriebs und Rückkehr in die TFF 1. Lig
Der Verein erwirkte nach dem Ligaausschluss per Gerichtsbeschluss eine Teilnahme an der Süper Lig bzw. an der TFF 1. Lig. Da nach dem Ausschluss aus der Liga alle Profis freigestellt worden waren und man für die Spielzeiten 2011/12 und 2012/13 keine ausreichende Mannschaft zur Verfügung hatte, verzichtete man trotz Ankündigung an einer späteren Spielteilnahme. Die Reservemannschaft von Ankaraspor, die Ankaraspor A2, beendete die A2 Ligi 2012/13 mit der Meisterschaft der Liga. Dabei setzte man sich im Finale gegen die Reservemannschaft des Stadtrivalen Gençlerbirliği Ankara durch. Bei der Rückfahrt nach der entscheidenden Meisterschaftbegegnung geriet der Mannschaftsbus in einen Unfall, bei dem es 17 Verletzte und einen Toten gab.
Für die Spielzeit 2013/14 kündigte Ankaraspor wieder eine Teilnahme am Spielbetrieb der Süper Lig, der höchsten türkischen Fußballliga, an. Diese Teilnahmeanfrage wurde vom türkischen Fußballverband verweigert und der Verein zu einer Teilnahme an der 2. Liga genötigt. In den nachfolgenden Verhandlungen dieser Verweigerung einigten sich beide Seiten auf eine Teilnahme am Spielbetrieb der TFF 1. Lig, der 2. türkischen Fußballliga. Nach dieser Teilnahmebestätigung stellte man mit Osman Özköylü den Meistertrainer der vergangenen Zweitligaspielzeit an. Entsprechend den Vorstellungen wurde mit dem größten Budget aller Zweitligavereine eine konkurrenzfähige Mannschaft zusammengestellt, größtenteils durch den Zukauf von neuen Spielern und teilweise aus Spielern der Reserve- bzw. Jugendmannschaft.
Mit Özköylü spielte der Klub von Saisonbeginn an um die Meisterschaft und den Aufstieg mit. Am 15. Spieltag übernahm die Mannschaft die Tabellenführung, verlor sie nach einigen Wochen und erkämpfte sie sich in der Rückrunde erneut. Gegen Saisonende rutschte der Verein aber wieder ab und sicherte sich mit dem 4. Tabellenplatz die Teilnahme an den Play-offs. Im Playoff-Halbfinale scheiterte der Verein an Samsunspor und verpasste somit den Aufstieg.

### Namensänderung in Osmanlıspor FK
Nach dem Ende der Saison 2013/14 verkündete die Klubführung, den Vereinsnamen ändern zu wollen, und nannte als möglichen neuen Namen 1299 Osmanlıspor FK bzw. Osmanlıspor FK. Schließlich entschied man sich für Osmanlıspor FK und beantragte beim türkische Fußballverband die Namensänderung. Mitte August 2014 bewilligte der Verband die Namensänderung und die Teilnahme mit dem neuen Namen an der Zweitligasaison 2014/15. Neben dem Vereinsnamen wurden auch die Vereinsfarben von blau-weiß auf lila-gelb geändert und das Logo neu gestaltet.

### Rückkehr in die Süper Lig
Trotz des verfehlten Aufstiegs hielt der Verein auch zum Start der TFF 1. Lig 2014/15 am Trainer Osman Özköylü fest. Wieder startete die Mannschaft gut in die Saison und schien gegen Ende der Hinrunde den Anschluss an die Tabellenspitze zu verlieren. Hinzu kamen vereinsinterne Unruhen zwischen Özköylü und einigen Spielern und vereinsexterne Kontroversen zwischen Özköylü und der Presse. So löste dieser sich nach gegensätzlichen Einvernehmen mit der Vereinsführung am 22. Dezember 2014 seinen Vertrag auf und verließ den Klub. Wenige Tage nach Özköylüs Abschied stellte der Verein Yılmaz Vural als neuen Chefcoach vor. Dieser blieb nur zwei Wochen im Amt und verließ ohne Angabe von Gründen den Verein. Auf Vural folgte der Deutsch-Türke Uğur Tütüneker. Unter dem neuen Trainer baute die Mannschaft die Punktedifferenz zum Zweitplatzierten Adana Demirspor sukzessive ab. Durch den 2:0-Heimsieg gegen den direkten Konkurrenten Demirspor übernahm der Klub den 2. Tabellenplatz und baute die Punktedifferenz in den nächsten zwei Wochen aus. So sicherte sich der Klub durch einen 4:3-Auswärtssieg bei Antalyaspor die Vizemeisterschaft der Liga und den direkten Aufstieg in die Süper Lig. Damit kehrte der Klub nach sechsjähriger Abstinenz und neuem Namen in die höchste türkische Spielklasse zurück und wurde hier nach Gençlerbirliği Ankara der zweite Hauptstadtverein.
Am 8. September 2020 änderte Osmanlıspor FK seinen Namen zu Ankaraspor zurück.
Eine erneute Namensänderung in Sincan  Ankaraspor Kulübü (deutsch: Sportclub der Stadtverwaltung  Sincan Ankara) wurde am 8. September 2024 durch die Klubführung angekündigt.

## Erfolge
- National
  - Aufstiege in die Süper Lig
    - 2015 als Vizemeister der TFF 1. Lig
    - 2004 als Dritter der Türkiye 2. Futbol Ligi A Kategorisi

  - Aufstieg in die TFF 1. Lig (damals Türkiye 2. Futbol Ligi)
    - 1997 als Gruppensieger (Gruppe 5) der Türkiye 3. Futbol Ligi

- International
  - UEFA Europa League
    - 2016/17 als Gruppensieger (Gruppe L) im Sechzehntelfinale[16]

## Ligazugehörigkeit
- 1. Liga: 2004–2010, 2015–2018
- 2. Liga: 1997–2004, 2013–2015, seit 2018–
- 3. Liga: 1996–1997
- 4. Liga (Amateur): …–1996

Von 2009 bis 2013 wurde dem Verein die Teilnahme am Ligabetrieb verwehrt.

## Rekordspieler
| Rang                 | Name            | Einsätze | Zeitraum  |
| -------------------- | --------------- | -------- | --------- |
| 01.                  | Hürriyet Gücer  | 146      | 2004–2010 |
| 02.                  | Özer Hurmacı    | 100      | 2006–2018 |
| 03.                  | Tita            | 93       | 2004–2010 |
| 04.                  | Adem Koçak      | 92       | 2006–2010 |
| 05.                  | Gökçek Vederson | 86       | 2004–2007 |
| 06.                  | Numan Çürüksu   | 84       | 2015–2018 |
| 06.                  | Aminu Umar      | 84       | 2015–2018 |
| 08.                  | Bilal Kısa      | 83       | 2006–2010 |
| 08.                  | Radoslav Batak  | 83       | 2005–2009 |
| 10.                  | Jaba            | 82       | 2004–2007 |
| Stand: 10. März 2019 |                 |          |           |

| Rang                 | Name            | Tore | Einsätze | Tore/Spiel |
| -------------------- | --------------- | ---- | -------- | ---------- |
| 01.                  | Jaba            | 37   | 82       | 0,45       |
| 02.                  | Gökçek Vederson | 20   | 86       | 0,23       |
| 03.                  | Aminu Umar      | 18   | 84       | 0,21       |
| 04.                  | Musa Çağıran    | 17   | 81       | 0,21       |
| 04.                  | Badou Ndiaye    | 17   | 59       | 0,29       |
| 06.                  | Tita            | 15   | 93       | 0,16       |
| 06.                  | Pierre Webó     | 15   | 49       | 0,29       |
| 08.                  | Serdar Gürler   | 12   | 29       | 0,41       |
| 08.                  | Murat Tosun     | 12   | 69       | 0,17       |
| 10.                  | Raul Rusescu    | 10   | 46       | 0,22       |
| Stand: 10. März 2019 |                 |      |          |            |

## Bekannte ehemalige Spieler
- Orhan Ak
- Necati Ateş
- Hakan Arıkan 2
- Volkan Arslan
- Emre Aşık 2
- Hakan Aslantaş
- Serkan Atak
- Eren Aydın
- Ediz Bahtiyaroğlu
- Molnár Balázs
- Ragıp Başdağ
- Radoslav Batak
- Özgür Bayer
- Uğur Boral
- Mehmet Çakır
- Sokol Cikalleshi
- Antonio de Nigris
- Ardijan Djokaj
- Ferdi Elmas
- Murat Erdoğan
- Hürriyet Gücer
- Dilaver Güçlü
- Serdar Gürler 2
- Galip Güzel
- Murat Hacıoğlu
- Özer Hurmacı
- Jaba
- Dragoslav Jevrić
- Aydın Karabulut
- Ümit Karan
- Bilal Kısa
- Adem Koçak
- Tevfik Köse
- Neca
- Ersen Martin 1, 2
- İlhan Parlak
- Adam Petrouš
- Muhammet Reis
- Raul Rusescu
- Kenan Şahin
- Kajumschan Scharipow
- Štefan Senecký
- Yusuf Şimşek
- Bakary Soro
- Łukasz Szukała
- Tonia Tisdell
- Tita
- Gabriel Torje
- Murat Tosun
- Gökhan Ünal
- Gökçek Vederson
- Avdija Vršajević
- Mehmet Yılmaz

## Trainer (Auswahl)
- Müjdat Yalman (September 1997 – April 1998)
- Unbekannt (April 1998 – Dezember 1999)
- Sinan Engin (Dezember 1999 – Februar 2000)
- Unbekannt (Februar 2000 – Mai 2000)
- Erol Tok (Juli 2000 – November 2000)
- Unbekannt (November 2000 – Juli 2001)
- Mesut Demirović (Juli 2001 – Januar 2002)
- Unbekannt (Januar 2002 – Mai 2002)
- Muharrem Uğur (Juni 2002 – Mai 2003)
- Reha Kapsal (Oktober 2003 – Mai 2004)
- Samet Aybaba (Juli 2004 – November 2005)
- Rıza Çalımbay (November 2005 – Januar 2006)
- Giray Bulak (Januar 2006 – Mai 2006)
- Aykut Kocaman (Juni 2006 – Oktober 2006)
- Hikmet Karaman (Oktober 2007 – März 2008)
- Safet Sušić (März 2008 – Mai 2008)
- Aykut Kocaman (August 2008 – Mai 2009)
- Jürgen Röber (Juli 2009 – Dezember 2009)
- Osman Özköylü (August 2013 – Dezember 2014)
- Yılmaz Vural (Dezember 2014 – Januar 2015)
- Uğur Tütüneker (Januar 2015 – Juli 2015)
- Mustafa Reşit Akçay (Juli 2015 – März 2017)
- Thomas Klimmeck (Januar  2016 – Juni 2017)
- Hamza Hamzaoğlu (März 2017 – Mai 2017)
- Bülent Uygun (Juni 2017 – September 2017)
- İrfan Buz (September 2017 – Mai 2018)
- Mustafa Reşit Akçay (August 2018 – November 2018)
- Osman Özköylü (November 2018 – August 2019)
- Mustafa Dalcı 1 (August 2019 – )

## Ehemalige Präsidenten (Auswahl)
- Ruhi Kurnaz
- Sadık Dik